# Teresa Burga
Teresa Burga (Iquitos, 1935 - Lima, 11 de febrero de 2021) fue una artista multimedia peruana que trabajaba obras de arte conceptual desde las décadas 60 y 70, considerada una de las pioneras del desarrollo del arte pop y conceptual en Latinoamérica, precursora del arte y medios, arte tecnológico e instalaciones artísticas en el Perú y una de las exponentes más importantes del movimiento artístico no-objetualista peruano durante esos años.

## Educación
Burga estudió inicialmente arquitectura en la Universidad Nacional de Ingeniería (UNI), que dejó luego de dos años para luego estudiar Artes Plásticas en la Pontificia Universidad Católica del Perú, de la que se graduó en 1965. Como becaria del Programa Fulbright, siguió estudios en Instituto de Arte de Chicago entre 1968 y 1970, donde obtuvo un grado MFA en 1970. Ganadora de la Beca Fulbright en 1968.

## Carrera
En los sesenta, Burga integró el grupo Arte Nuevo (1966-1968), junto con Luis Arias Vera, Gloria Gómez-Sánchez, Jaime Dávila, Víctor Delfín, Emilio Hernández Saavedra, José Tang, Armando Varela, y Luis Zevallos Hetzel. El grupo fue ampliamente reconocido por introducir las nuevas tendencias de vanguardia en el Perú, como Pop Art, Op Art y Conceptualismo. Durante este tiempo ella presentó exposiciones en Perú y Argentina, incluyendo dos presentaciones de su serie de obras impresas "Lima Imaginada" en Lima, en la galería Cultura y Libertad en 1965, y en Buenos Aires en la galería siglo XXI en 1966.
Cuando Burga regresó al Perú después de sus estudios en Chicago, el país estaba gobernado por el régimen militar del general Juan Velasco Alvarado. Para la óptica de este régimen, las propuestas artísticas experimentales de Burga no merecían difundirse y las posibilidades de exhibición de las obras de la artista se vieron limitadas. No obstante ella presentó dos ambiciosas instalaciones artísticas multimedia en la Galería del Instituto Cultural Peruano Norteamericano en Lima: «Autorretrato. Estructura-Informe 9.6.72» en 1972 y «Cuatro mensajes», en 1974.
Según Mirko Lauer, en sus análisis de los años setenta señala la aparición de una crisis que él define como una pérdida de la direccionalidad en la plástica peruana. 

## Obra
"Su extensa obra abarca pinturas y ambientaciones de estilo Pop, así como dibujos conceptuales, objetos e instalaciones cibernéticas." Muchas de las exploraciones de Burga estuvieron enfocadas en el análisis de la situación de la mujer, específicamente en Perú. Burga tuvo un interés por la exploración de las condiciones  psicológicas, sexuales, políticas, económicas, legales y culturales de las mujeres dentro de su entorno. “Burga examina las estructuras sociales patriarcales que limitan las vidas de las mujeres e indaga sobre posibles vías de empoderamiento femenino dentro del sistema.”
Según la curadora mexicana Tatiana Cuevas, la obra más icónica de Burga es el proyecto Perfil de la mujer peruana, creada con la psicóloga Marie-France Cathelat en 1980-1981. Esta investigación multidisciplinaria tenía como objetivo analizar el estado de las mujeres en Perú desde los planos y contextos afectivo, psicológico, sexual, social, educacional, cultural, lingüístico, religioso, profesional, económico, político y legal; y es un ejemplo de la segunda ola feminista en América Latina. El proyecto fue originalmente presentado en 1981 durante el I Coloquio de Arte No-Objetual Urbano en el Museo de Arte Moderno en Medellín, Colombia. Meses después fue presentado en una exhibición en el Banco Continental en Lima, a finales del mismo año. La investigación completa se publicó como libro.

## Exposiciones individuales[13]
- Teresa Burga. Galería Solisol, Perú (1965)
- Objetos. Galería Cultura y Libertad, Perú (1967)
- Autorretrato. Estructura-Informe. ICPNA, Perú (1972)
- Cuatro Mensajes. ICPNA, Perú (1974),
- Perfil de la mujer peruana. Banco Continental, Perú (1980–1981)
- Teresa Burga. Informes. Esquemas. Intervalos. Perú (2010)
- La cronología de Teresa Burga. Los informes, gráficos, intervalos. Württembergischer Kunstverein, Alemania (2011).
- Perfil de la mujer peruana (1980-1981). Sala de Arte Público Siqueiros, México (2014).
- Teresa Burga. Estructuras de Aire. Museo de Arte Latinoamericano de Buenos Aires (MALBA), Argentina (2015).
- Teresa Burga: Mano Mal Dibujada. Sculpture Center, Nueva York (2017).
- Retrospectiva individual Teresa Burga: Aleatory Structures. Migros Museum für Gegenwartskunst, Suiza (2018).

## Exposiciones y reconocimientos póstumos
En mayo de 2023 el MUSAC – Museo de Arte Contemporáneo de Castilla y León, en coproducción con el Museo de Arte moderno Weserburg (Bremen, Alemania) comisariada por Helena López Camacho y Janneke de Vries, presentó La equilibrista, la primera exposición individual de Teresa Burga en España con un centenar de obras desde los años 60 a los últimos años de Burga. Las obras plasman la exploración de nuevos lenguajes como el arte conceptual, el Pop Art, el Op Art, la instalación o la escultura. También presentó una publicación de la exposición con textos de Miguel A. López, Issela Ccoyllo y Helena López Camacho. Las obras crean en conjunto un amplio mapa sociológico bajo el que subyace una crítica clara de las condiciones sociales: por ejemplo, la invisibilidad de las mujeres en la vida pública o la realidad cotidiana de los sectores de la población marginados socialmente.